# Le Petit Champenois
Le Petit Champenois, journal républicain quotidien de Reims, de la Marne, de la Haute-Marne et de l'Aisne est un ancien quotidien régional français originaire de Chaumont qui s’intéressait particulièrement à l'actualité des villes de Haute-Marne (Chaumont, Langres, Saint-Dizier, Joinville, etc.). 
Créé en 1883, il cessera de paraître dans le dernier trimestre de l'année 1944, fin correspondant à la libération de la région par les armées alliées. En effet, dans les années sombres de la guerre, son discours soutenait le gouvernement de Vichy et l'armée d'occupation.
Il coûtait 5c en 1883 et avait une direction à Reims, 1 rue de Courtrait en 1883 puis 41 rue Chanzy.